# مؤسسه میلکن
مؤسسه میلکن(به انگلیسی Milken Institute) یک اندیشکده مستقل اقتصادی است که در سانتا مونیکا، کالیفرنیا مستقر است. تحقیقات و انتشارات و کنفرانس‌های میزبانی شده توسط این موسسه اصول مبتنی بر بازار و نوآوری‌های مالی را در مسائل اجتماعی در ایالات متحده و در سطح بین‌المللی اعمال می‌کنند. موسسه یک سازمان غیرانتفاعی سازمان ۵۰۱ (سی)(۳) است و خود را غیرحزبی و غیر ایدئولوژیک معرفی می‌کند.

## تاریخچه
این مؤسسه در سال ۱۹۹۱ توسط مایکل میلکن، بانکدار سابق درکسل برنهام لمبرت تأسیس شد که به دلیل موفقیت مالی قابل توجه به عنوان پیشگام «اوراق قرضه قراضه» و همچنین محکومیت جنایی و محکومیت بعدی خود به زندان به دلیل نقض قوانین اوراق بهادار ایالات متحده به شهرت رسید.

## مأموریت
مأموریت این موسسه «بهبود زندگی و شرایط اقتصادی جمعیت‌های مختلف در ایالات متحده و سراسر جهان از طریق کمک به رهبران تجاری و سیاست‌های عمومی در شناسایی و اجرای ایده‌های نوآورانه برای ایجاد رفاه گسترده‌است.»
سرمایه انسانی (استعداد، دانش و تجربه و ارزش آنها برای سازمانها، اقتصادها و جامعه)، سرمایه مالی (سرمایه‌گذاری) و سرمایه اجتماعی (پیوندهای جامعه که زیربنای توسعه اقتصادی است، از جمله مدارس، مراقبت‌های بهداشتی، مؤسسات فرهنگی و خدمات دولتی) موضوعات مورد تمرکز این موسسه هستند. حدود ۵۰ نفر مشغول به کار هستند.
این موسسه میزبان کنفرانس میلکن است، رویدادی سالانه که اغلب با حضور افراد برجسته در امور مالی، سیاست و تجارت برگزار می‌شود.